# عبدالحکیم (پاکستان)
عبدول‌الحکیم، پاکستان (به انگلیسی: Abdul Hakeem, Pakistan) در پاکستان با جمعیت ۳۰۰٬۰۰۰ نفر است که در punjab (pakistan) واقع شده‌است.